# Coptobasoides ochristalis
Coptobasoides ochristalis là một loài bướm đêm trong họ Crambidae.